# Inongo
Inongo – miasto w Demokratycznej Republice Konga, stolica prowincji Mai-Ndombe.